# Fanatism
Fanatism (av latin fanaticus "inspirerad", "besatt", "förryckt") är en allmän, pejorativ[källa behövs] benämning på religiösa, politiska eller personliga riktningar som driver sin sak utan någon hänsyn till rationella argument. Fanatikern är skeptikerns (extrema) motpol.